# Гребля Бені-Харун

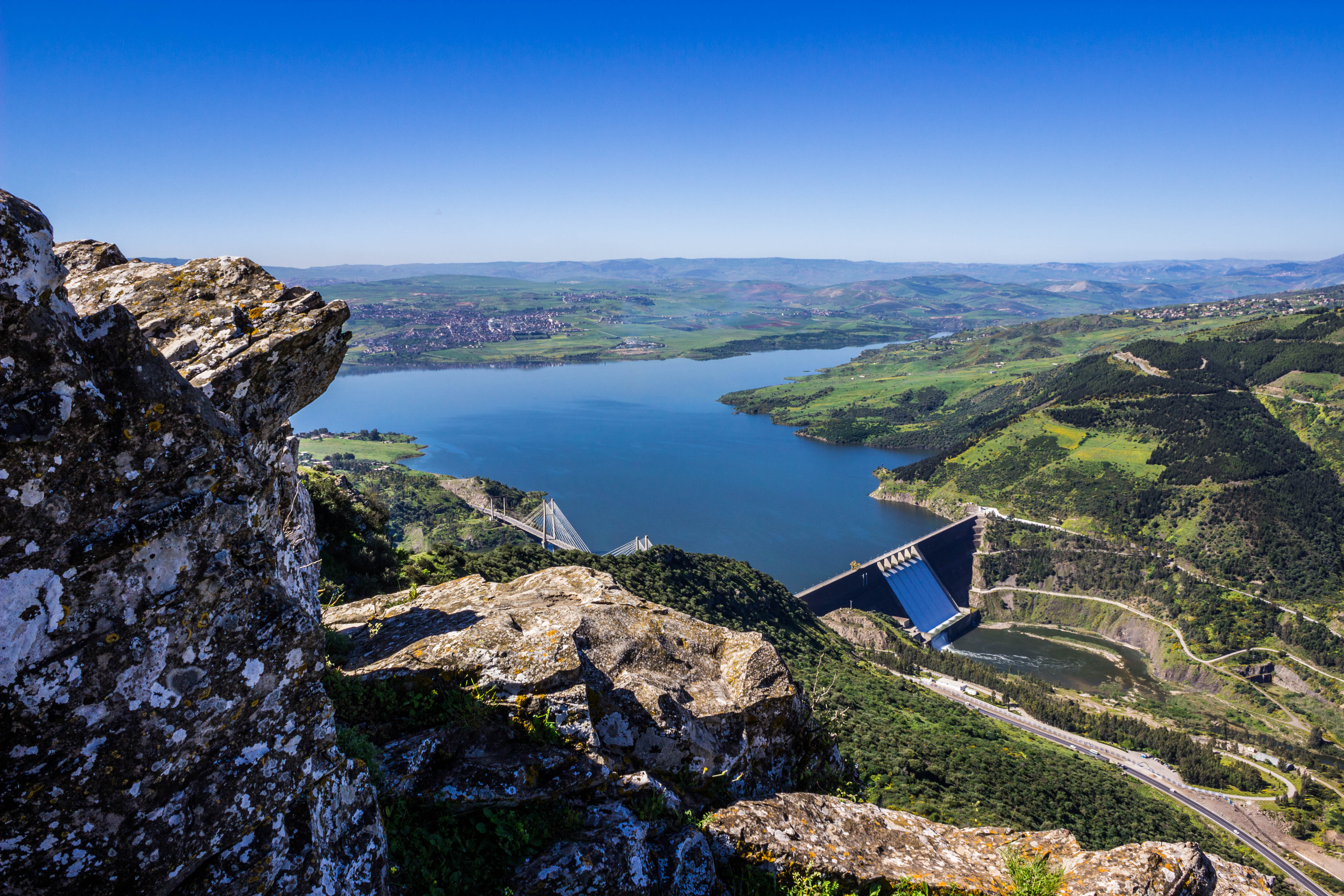
Вид на греблю з нижнього б’єфу

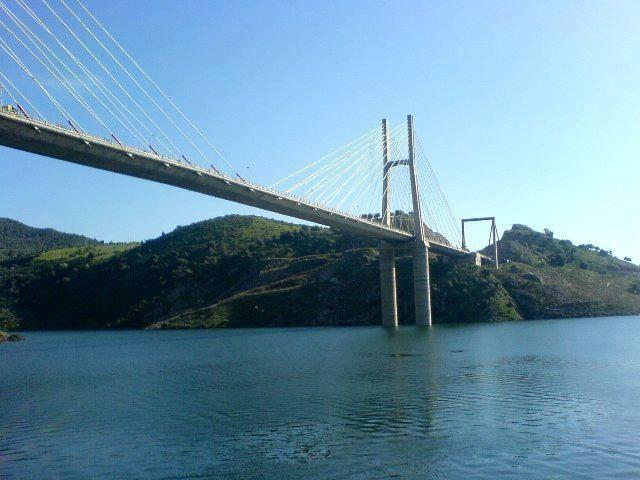
Міст над сховищем греблі

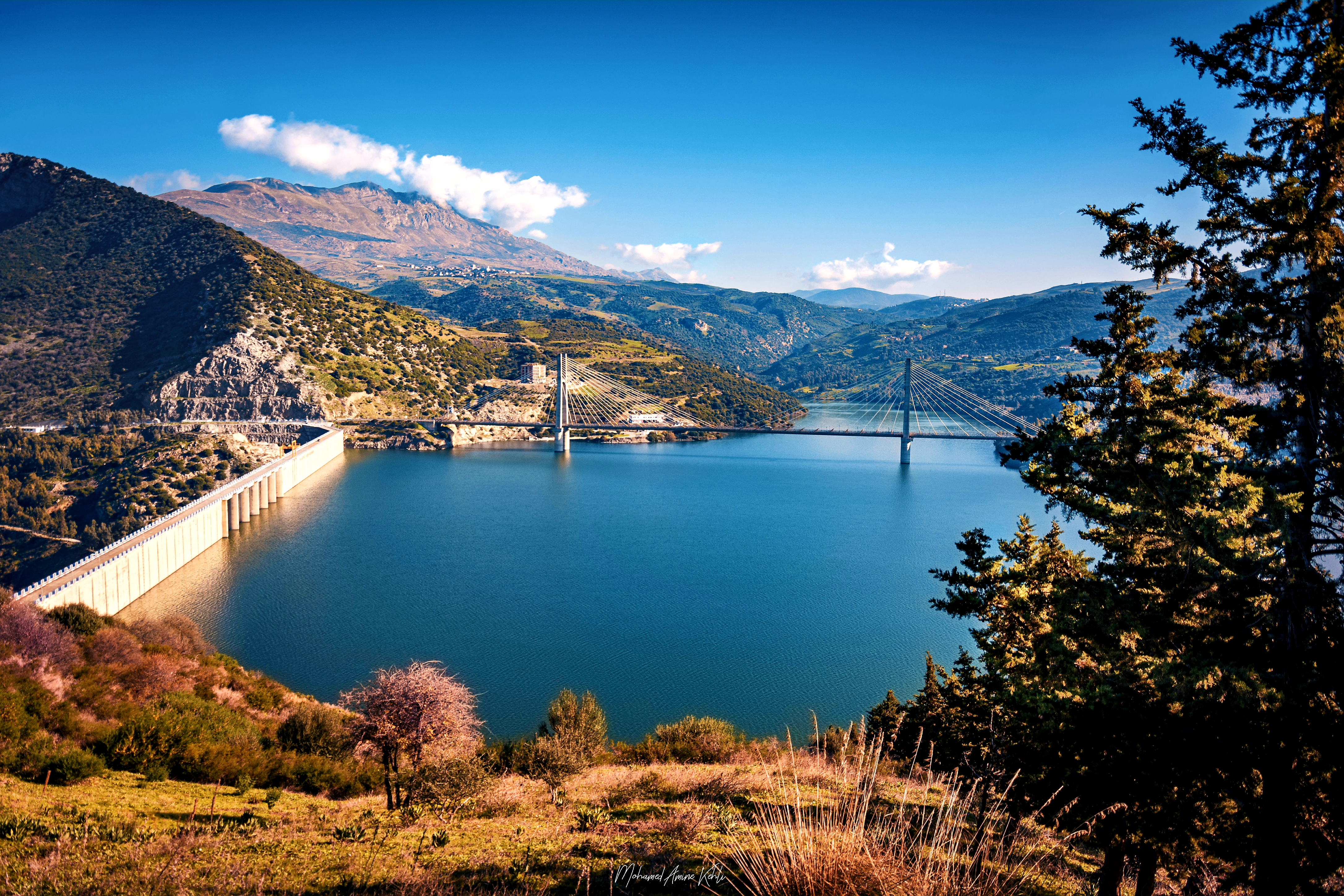
Вид на греблю з верхнього б’єфу

Гребля Бені-Харун – гідротехнічна споруда на півночі Алжиру. Найбільша гребля країни.
Греблю спорудили в 1993 – 2000 роках на уеді Ель-Кебір, який впадає до Середземного моря за три десятки кілометрів на схід від Джиджелю. Місце для споруди обрали там, де Ель-Кебір починає прориватись на північ до моря через гірський хребет, дещо нижче від злиття його твірних – лівої уеду Енджа (Endja) та правої (і сновної) уеду Руммель (Rhumel). Можливо відзначити, що вище по сточищу на Руммель споруджена гребля Хаммам-Гроз, при цьому водозбірний басейн вище від греблі має площу 7725 км2 (а без урахування возозбірного басейну греблі Хаммам-Гроз – 6595 км2). Для сточища уеду Ель-Кебір властивий високий рівень опадів, зокрема, в сточищі уеду Енджа він становить 700 мм на рік, що дозволяє накопичувати великий обсяг ресурсу для подальшого перекидання на південь – до водосховищ Хаммам-Гроз, Кудіат-Лемдуар та Уркіс. В свою чергу, додатковим джерелом поповнення водосховища Бені-Харун є перекидання до 69 млн м3 на рік від греблі Бусіаба (Bousiaba), що розташована на одному з притоків уеду Ель-Кебір нижче від греблі Бені-Харун.
В межах проекту долину уеду перекрили греблею із ущільненого котком бетону висотою 118 метрів (від фундаменту, висота над дном ваді – 107 метрів), довжиною 710 метрів та шириною від 8 (по гребеню) до 93 (по основі) метрів. Споруда потребувала 1,9 млн м3 бетону, з яких 1,69 млн м3 відноситься до ущільненого котком. Центральна частина споруди довдиною 124 метра виконана як водопереливна із порогом на рівні 200 метрів НРМ (гребінь інших частин знаходиться на позначці 216,3 метра НРМ), що забезпечує перепуск під час повені до 13230 м3/с при рівні води у 214,7 метра НРМ. Крім того, існує нижній водостік із двома шлюзами пропускною здатністю по 335 м3/с.
Гребля утворила водосховище об’ємом 963 млн м3 при нормальному рівні поверхні на позначці 200 метрів НРМ. З них корисний об’єм становить 723 млн м3, чому відповідає коливання рівня між позначками 172 та 200 метрів НРМ.